# Holothuria (Halodeima)
Sous-genre
Holothuria (Halodeima) est un sous-genre de concombres de mer de la famille des Holothuriidae. 

## Description et caractéristiques
Ce sont des holothuries tropicales, présentes dans les trois principaux bassins océaniques. La plupart des espèces sont cylindriques (avec un trivium légèrement plat), lisses (avec des podia en trois rangées distinctes mais denses sur le trivium et des papilles réduites et éparpillées sur le bivium), et de taille moyenne à importante, parfois plissées avec l'âge. Ces espèces sont équipées de 20 tentacules buccaux. D'un point de vue squelettique, ces espèces n'ont jamais de spicules en forme de grandes plaques ou de bâtons épineux. 

## Liste des espèces
Historiquement, ce groupe fut proposé par Joseph Pearson (d) en tant que genre à part entière, mais les données scientifiques récentes l'ont placé au rang de sous-genre du vaste genre Holothuria. 
Selon World Register of Marine Species (11 septembre 2016) :
- Holothuria atra Jaeger, 1833 -- Indo-Pacifique tropical
- Holothuria edulis Lesson, 1830 -- Indo-Pacifique tropical
- Holothuria enalia Lampert, 1885 -- Brésil (connue uniquement de l'holotype)
- Holothuria floridana (Pourtalès, 1851) -- Caraïbes
- Holothuria grisea Selenka, 1867 -- Caraïbes
- Holothuria inornata Semper, 1868 -- Pacifique est (possible synonyme de H. keferstenii)
- Holothuria kefersteinii (Selenka, 1867) -- Pacifique est (discontinu)
- Holothuria manningi Pawson, 1978 -- Atlantique sud (Sainte-Hélène, Ascension et Tristan da Cunha)
- Holothuria mexicana Ludwig, 1875 -- Caraïbes
- Holothuria nigralutea O'Loughlin in O'Loughlin, Paulay, VandenSpiegel & Samyn, 2007 -- Pacifique ouest
- Holothuria pulla Selenka, 1867 -- Région Indonésie-Philippines, peut-être océan Indien tropical
- Holothuria signata Ludwig, 1875 -- Pacifique central insulaire (Polynésie)

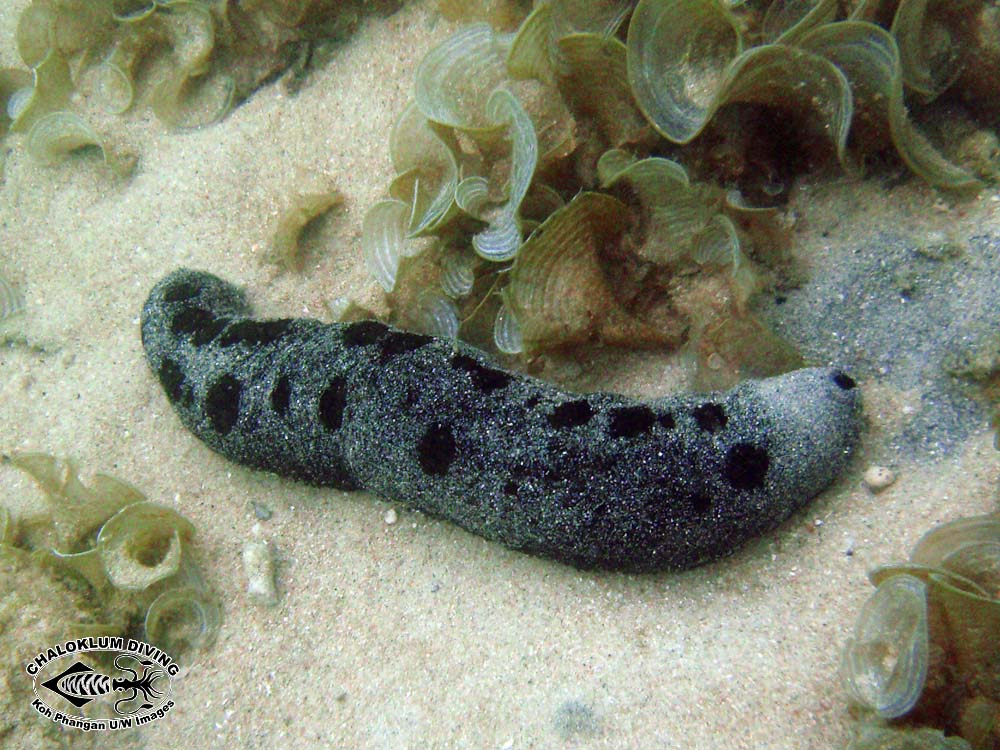
Holothuria atra.
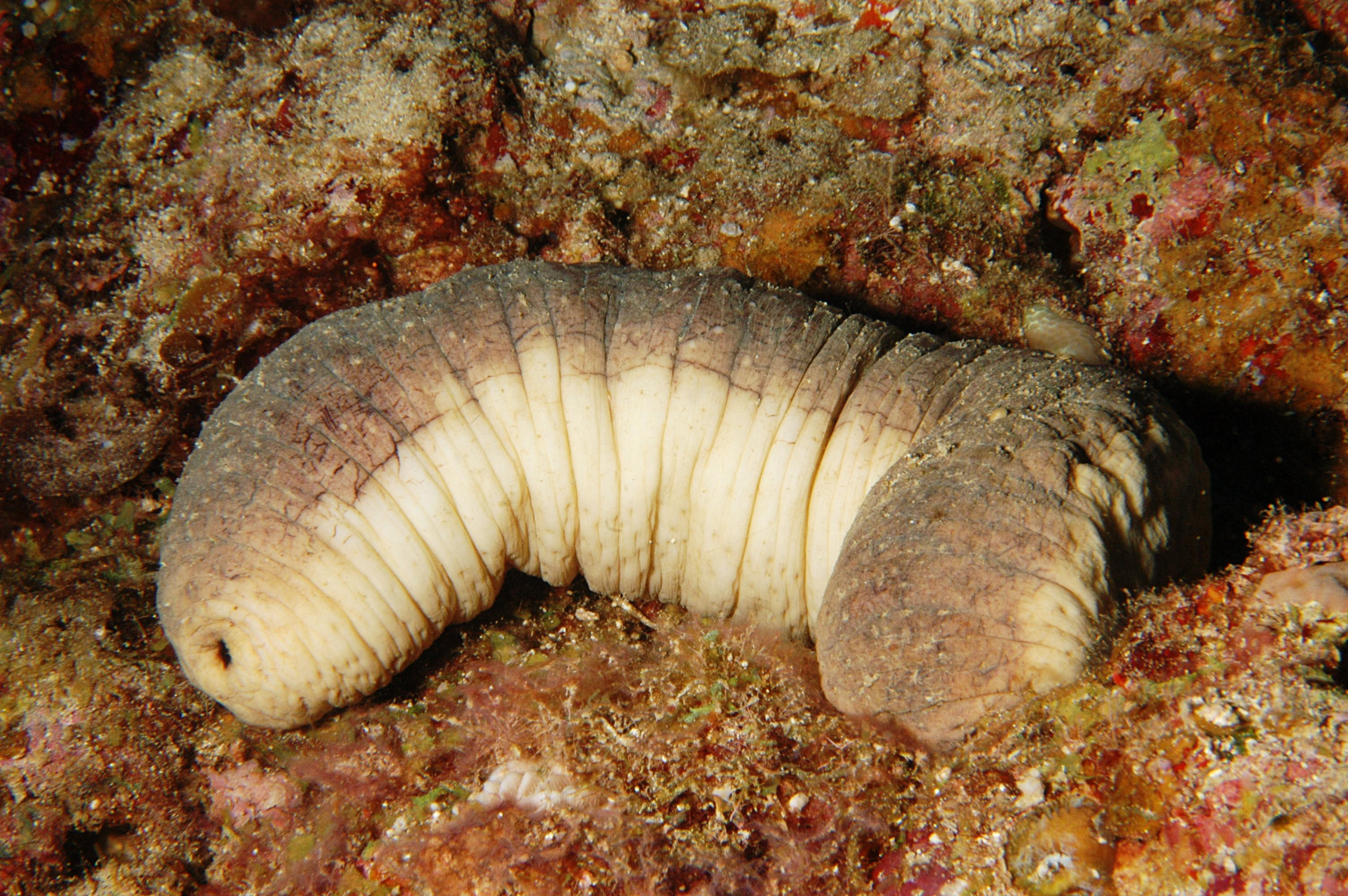
Holothuria edulis.
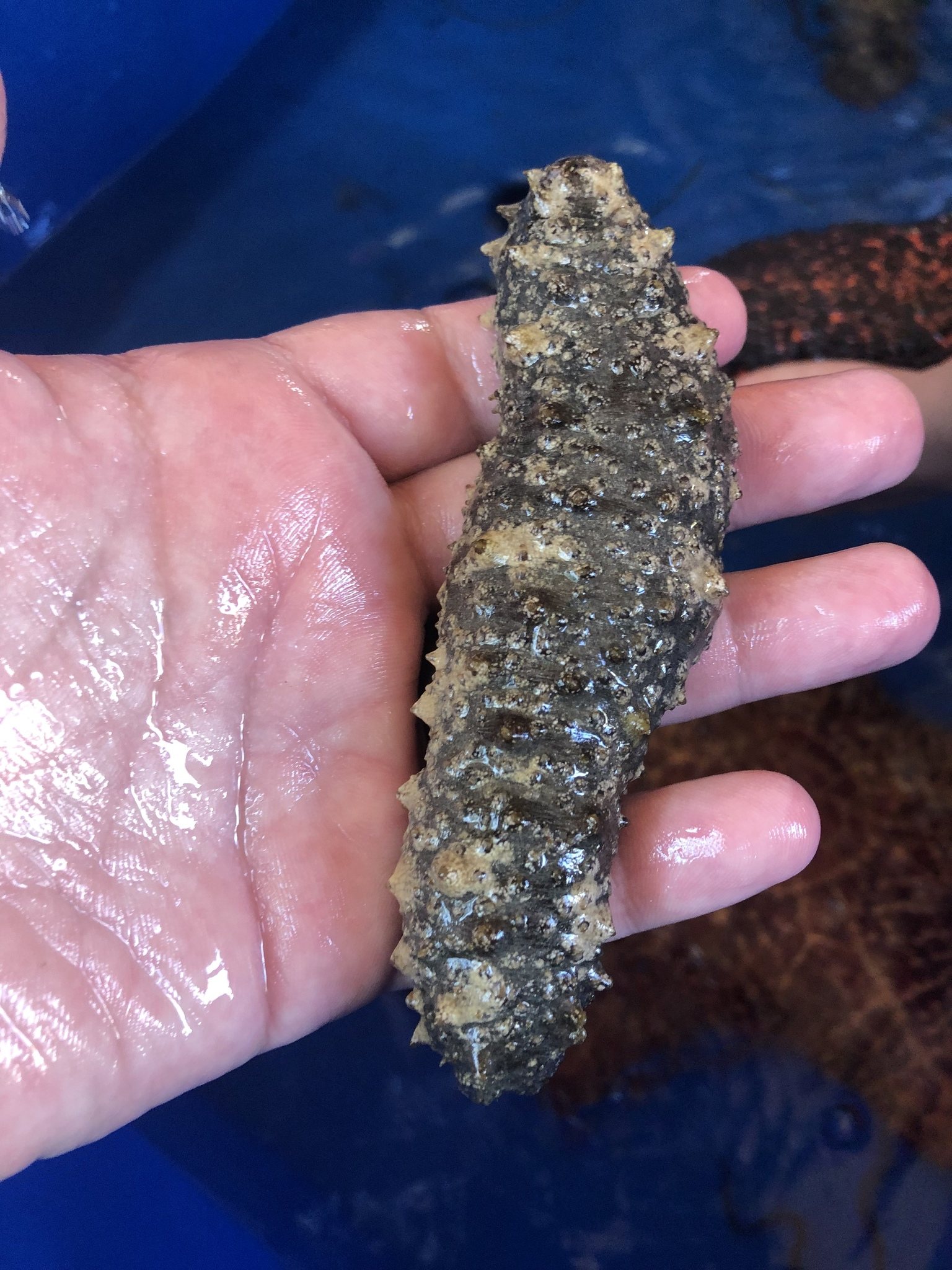
Holothuria floridana.
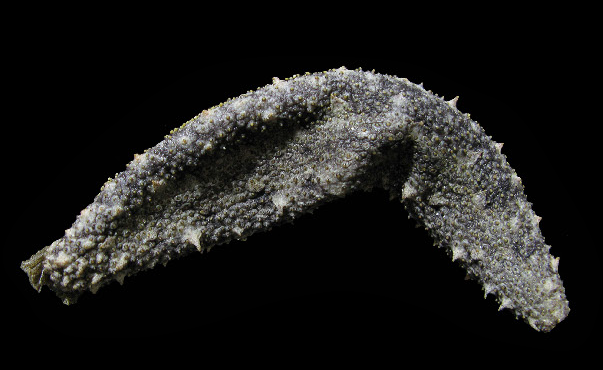
Holothuria grisea.
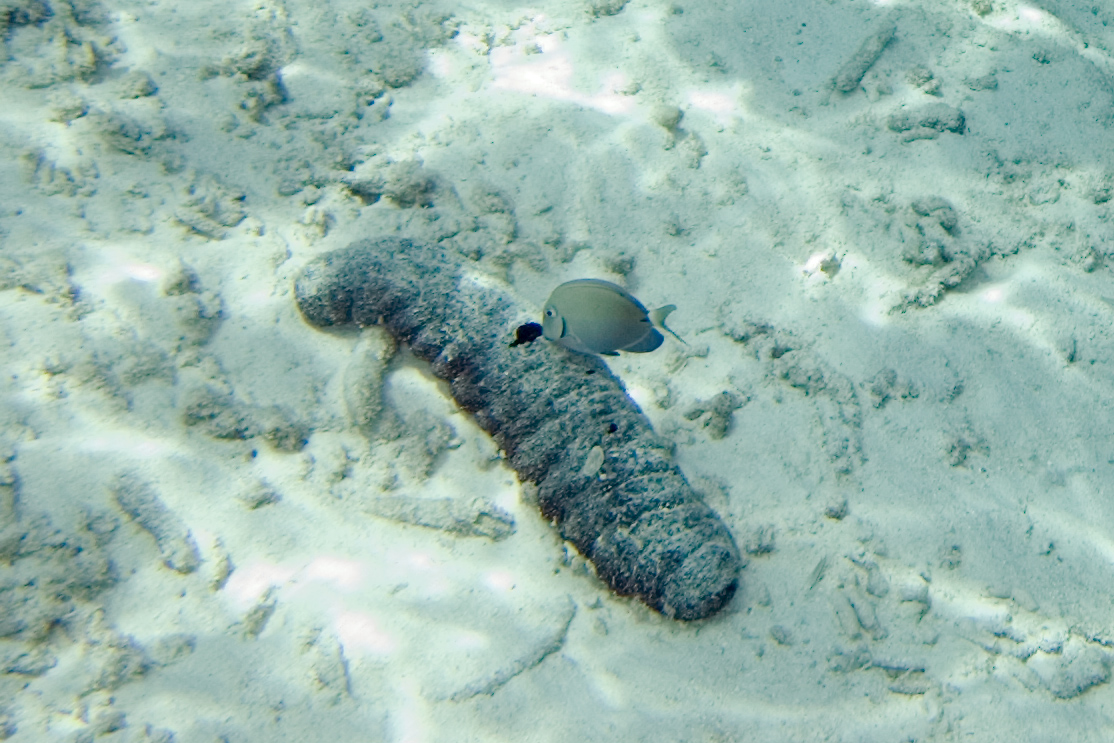
Holothuria mexicana.
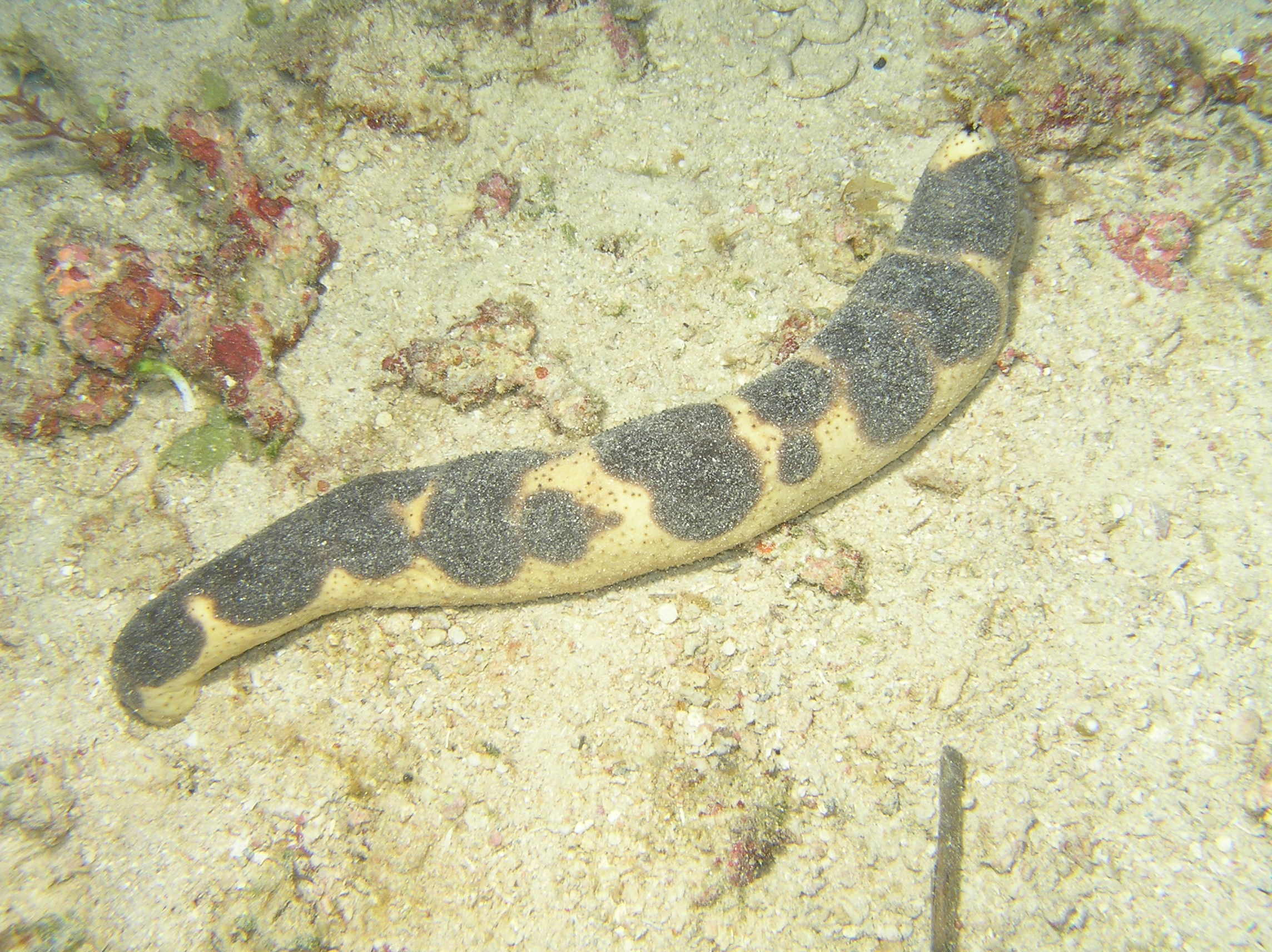
Holothuria nigralutea.
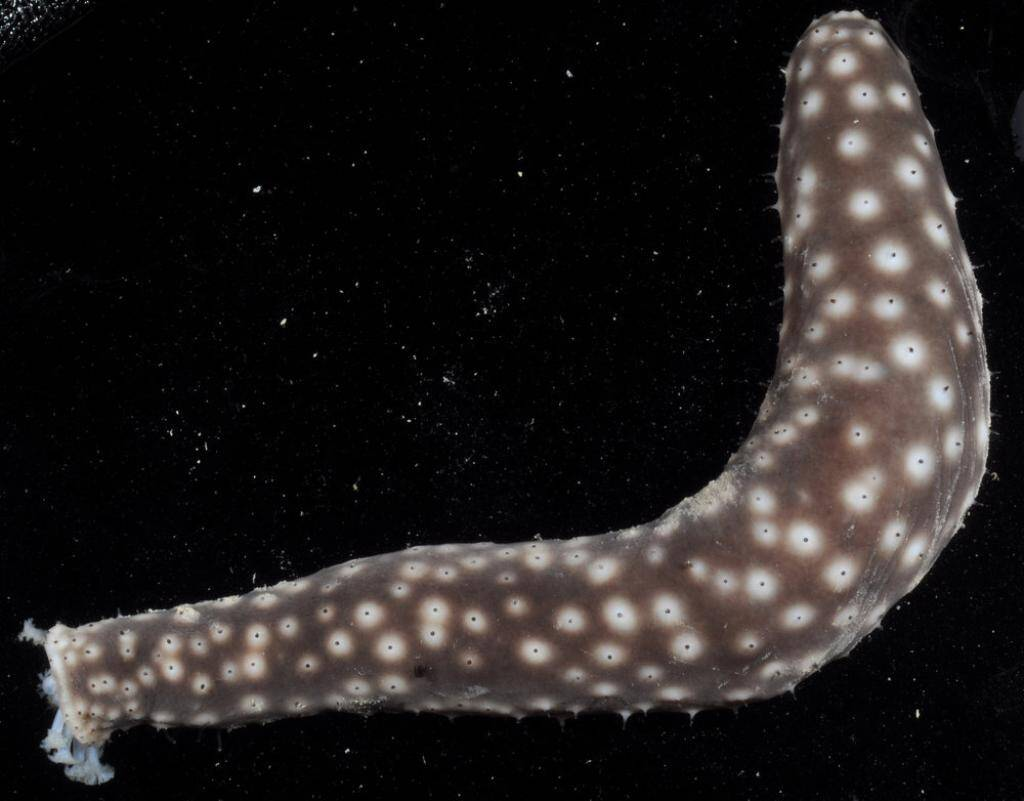
Holothuria signata.